# Brian Merrett
Brian Jackson Merrett (28. července 1945, Saint John – 21. září 2023) byl kanadský fotograf a architektonický aktivista známý pro své příspěvky k ochraně architektonického dědictví Montrealu. Prostřednictvím svých fotografií a akcí směřujících k záchraně ohrožených budov sehrál důležitou roli při ochraně historických staveb Montrealu, včetně Shaughnessyho domu, který se později stal Kanadským centrem architektury, a nádraží Windsor. Byl jedním ze zakládajících členů Heritage Montreal, kanadské neziskové ochranářské organizace.

## Životopis
Merrett se narodil 28. července 1945 v Saint John, New Brunswick v Kanadě. Jeho otec, John Campbell Merrett, byl architekt a urbanista, jehož práce zahrnovala interiér hlavního nádraží v Montrealu ve stylu Art Deco. Merrett vyrostl v Senneville, předměstí Montrealu. K fotografování se dostal v raném věku, když ve 12 letech vyhrál v soutěži 35mm fotoaparát. V pozdním dospívání zpracovával černobílý film a pracoval s ním. Když později mluvil o úloze svého otce architekta při utváření jeho zájmu o fotografování, Merrett řekl: „Jeho oči formovaly ty moje“.

## Kariéra a aktivismus
Merrett začal svou kariéru jako architekt, než v 60. letech přešel k fotografii. Svou fotografickou kariéru zahájil školením u komerčního fotografa Lennarta Koraena. V té době se věnoval urbanistickým architektonickým projektům. Mezi jeho hlavní práce v tomto období patřilo zhotovení fotografie restaurování Bank of Montreal z roku 1969, kterou provedl pro architektonickou firmu svého otce.
Během 70. let 20. století čelil Montreal nekontrolovatelnému ničení svých historických budov. Město se schylovalo k Tiché revoluci a Říjnové krizi, které s sebou přinesly sociální a kulturní otřesy. Brian Merrett se aktivně zapojil do různých organizací zaměřených na zachování architektonického dědictví města z rozsáhlých projektů městské infrastruktury. Některé z jeho populárních seriálů z té doby zahrnovaly Autoroute Ville-Marie (1969–1972) a In and Around Windsor Station (1972). Hrál klíčovou roli při záchraně Shaughnessyho domu, historické budovy, která kdysi patřila kanadské rodině železničních baronů a hrozila demolice. Jeho přesvědčivé fotografie interiéru budovy v roce 1973 přesvědčily Phyllis Lambertovou, prominentní architektku a obhájkyni architektonických důvodů, aby v roce 1974 koupila sídlo Shaughnessy a přeměnila ho na Kanadské centrum architektury (CCA). Merrett také pracoval na kampaních na záchranu dalších památek, včetně Windsor Station a Van Horne Mansion. I když se Van Horne Mansion nedochoval, sloužil jako galvanizující síla sdružující několik skupin občanů, aby zachovalo dědictví města. Merrettova práce v tomto období dokumentovala ohrožené budovy a hrála klíčovou roli při jejich ochraně. Sloužil jako obhájce zachování starších budov a byl oddaným ochráncem životního prostředí. V roce 1972 strávil více než dva měsíce na fotografické expedici po Evropě se svou tehdejší manželkou Jennifer Harperovou. Fotografie z tohoto období byly vystaveny jako Holiday Pictures of Europe/L'Europe en vacances (1972). Cesta byla zamýšlena jako velká cesta, nicméně jeho práce vynikala tím, že odhalila šance, že modernizace byla u městské ochrany. I nadále zůstal aktivní do roku 2020 a pracoval na snaze zvýšit povědomí o záchraně 169 let staré rezidence Fulford v Montrealu před demolicí v roce 2021. Objekt byl později prohlášen za památkovou rezervaci a následně zakonzervován.
Merrett pořizoval fotografie pro mnoho organizací včetně Westmount Action Committee, Heritage Montreal a SOS Montreal. Byl také jedním ze zakládajících členů Heritage Montreal, kanadské neziskové ochranářské organizace a její předchůdkyně Save Montreal. Ve svém aktivismu zaměřeném na urbanismus a ochranu památkově chráněných budov patřil Merett ke skupině aktivistů fotografů, mezi něž patřili Clara Gutsche, Melvin Charney a David Miller.
Během své kariéry vydal Merrett ve spolupráci s Françoisem Rémillardem několik knih, které se zaměřovaly na architektonické dědictví Montrealu. V letech 1983 až 2001 také sloužil jako štábní fotograf v Montrealském muzeu výtvarných umění. Jeho práce sloužila jako záznam proměny Montrealu v průběhu let.

## Osobní život
Merrett se v 70. letech oženil se svou první manželkou Jennifer Harperovou, rovněž fotografkou. Pár se později rozvedl. Merrett se později oženil se svou druhou manželkou Lucindou Lymanovou. Měl dvě děti a Lymanová měla dvě děti z dřívějšího manželství.  Ve svých pozdějších letech Merrett trávil svůj čas v Montrealu a North Hatley v Quebecu, kde se aktivně podílel na místních záležitostech, včetně aktivismu proti rozvoji bytů.  Byl také členem výboru pro strategické plánování North Hatley.
Merrett zemřel 21. září 2023 ve svém domě v North Hatley. Dříve mu byla diagnostikována amyotrofická laterální skleróza (ALS) a ztratil schopnost mluvit. Bylo mu 78 let.

## Publikovaná díla
- RÉMILLARD, François; MERRETT, Brian. Montreal Architecture: A Guide to Styles and Buildings. [s.l.]: Meridian Press, 1990. Dostupné online. ISBN 978-0-929058-02-3. (anglicky)
- RÉMILLARD, François; MERRETT, Brian. Mansions of the Golden Square Mile, Montreal, 1850-1930. [s.l.]: Meridian Press, 1987. Dostupné online. ISBN 978-2-920417-25-0. (anglicky)
- Brian Merrett: Photographs, Survey 1969-1992. [s.l.]: Centre Saidye Bronfman, 1992. Dostupné online. (anglicky)
- LANKEN, Dane; MERRETT, Brian. Montreal movie palaces: great theatres of the golden era, 1884 - 1938. Waterloo, Ontario: Penumbra Press, 1993. ISBN 978-0-921254-48-5.

## Galerie

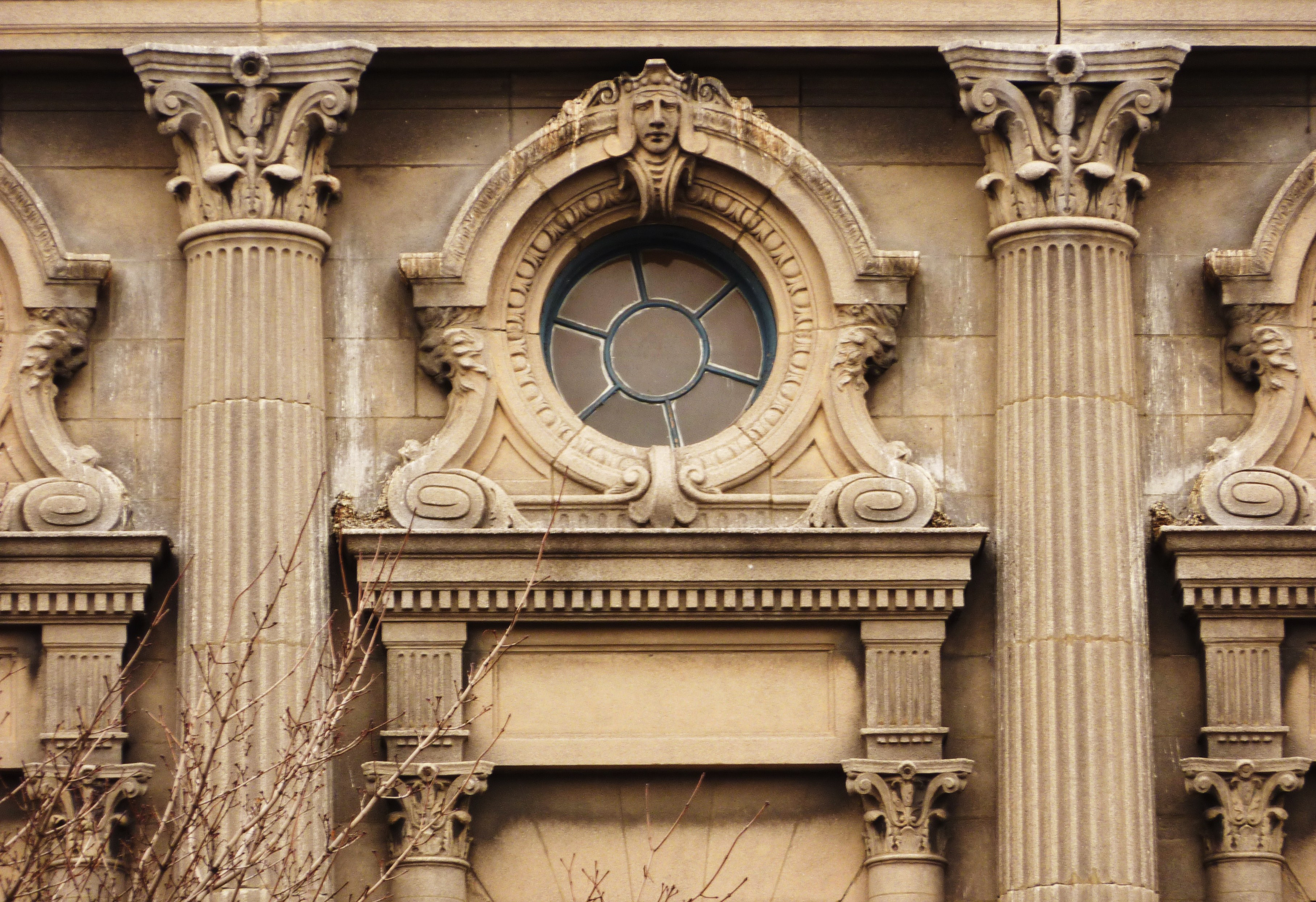
Cinéma Rialto
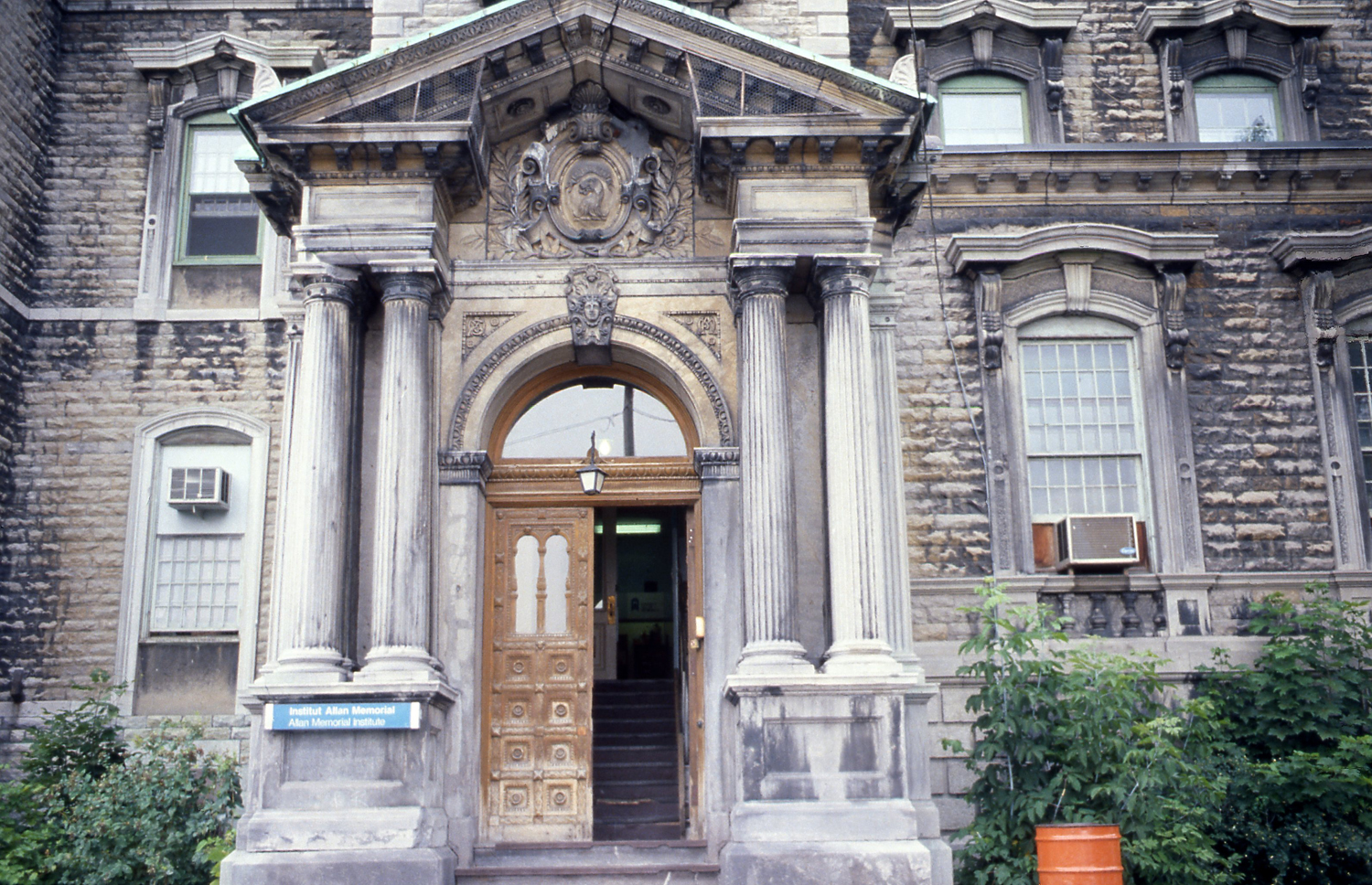
Maison Hugh Allan, 1025, avenue des Pins Ouest, Montréal
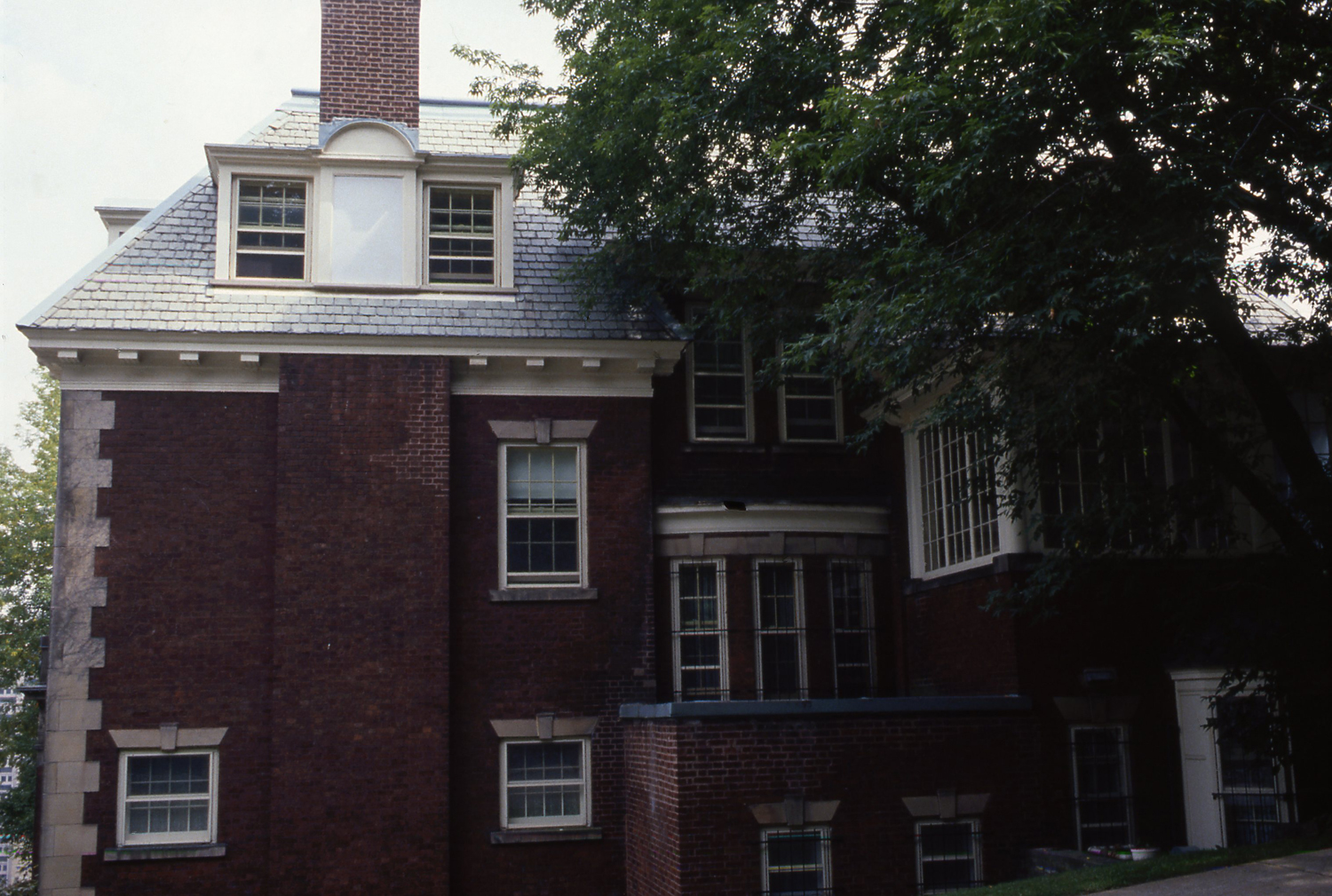
Maison Deakin, 1242, rue Redpath-Crescent
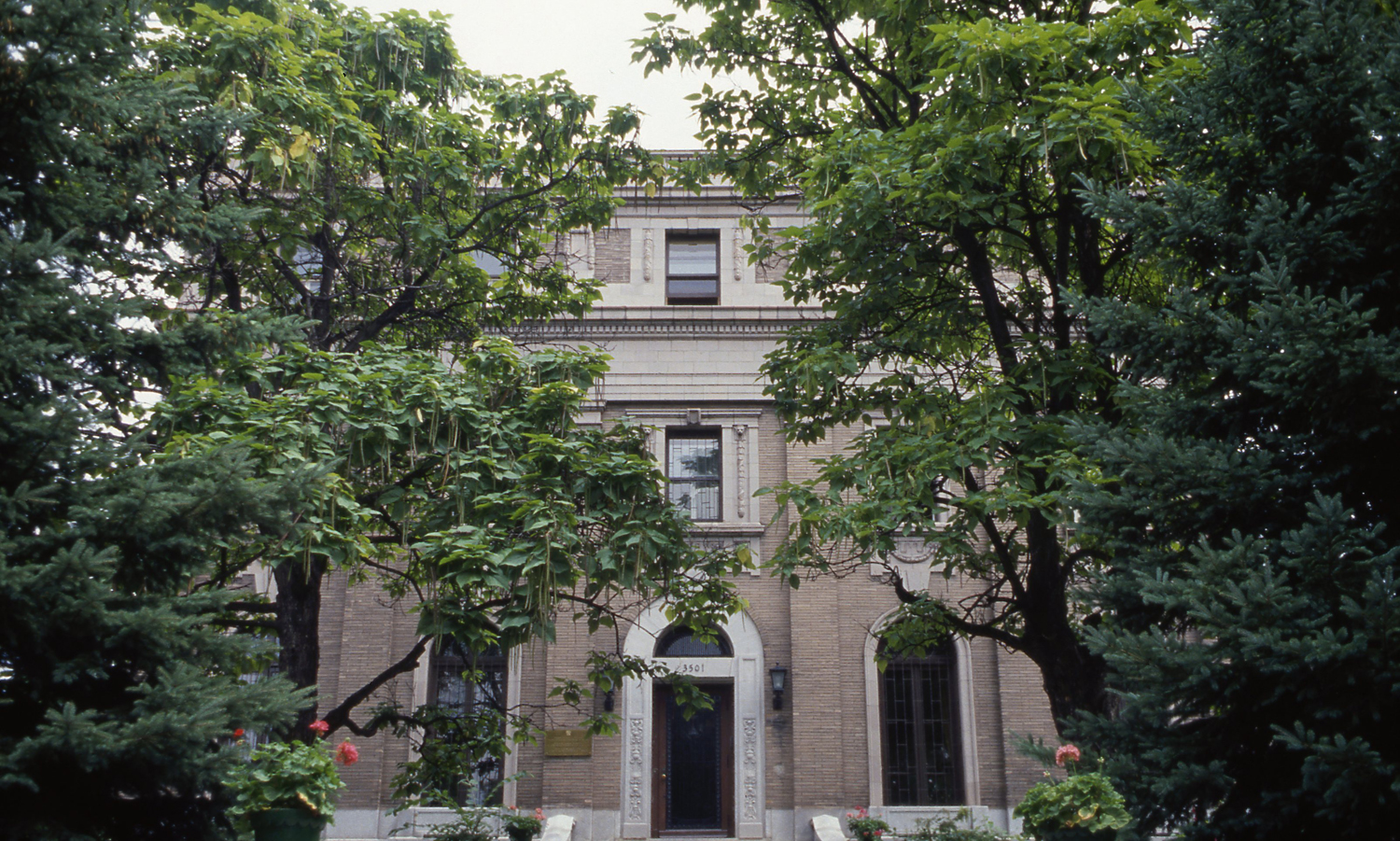
Maison Wilson, 3501, avenue du Musée,
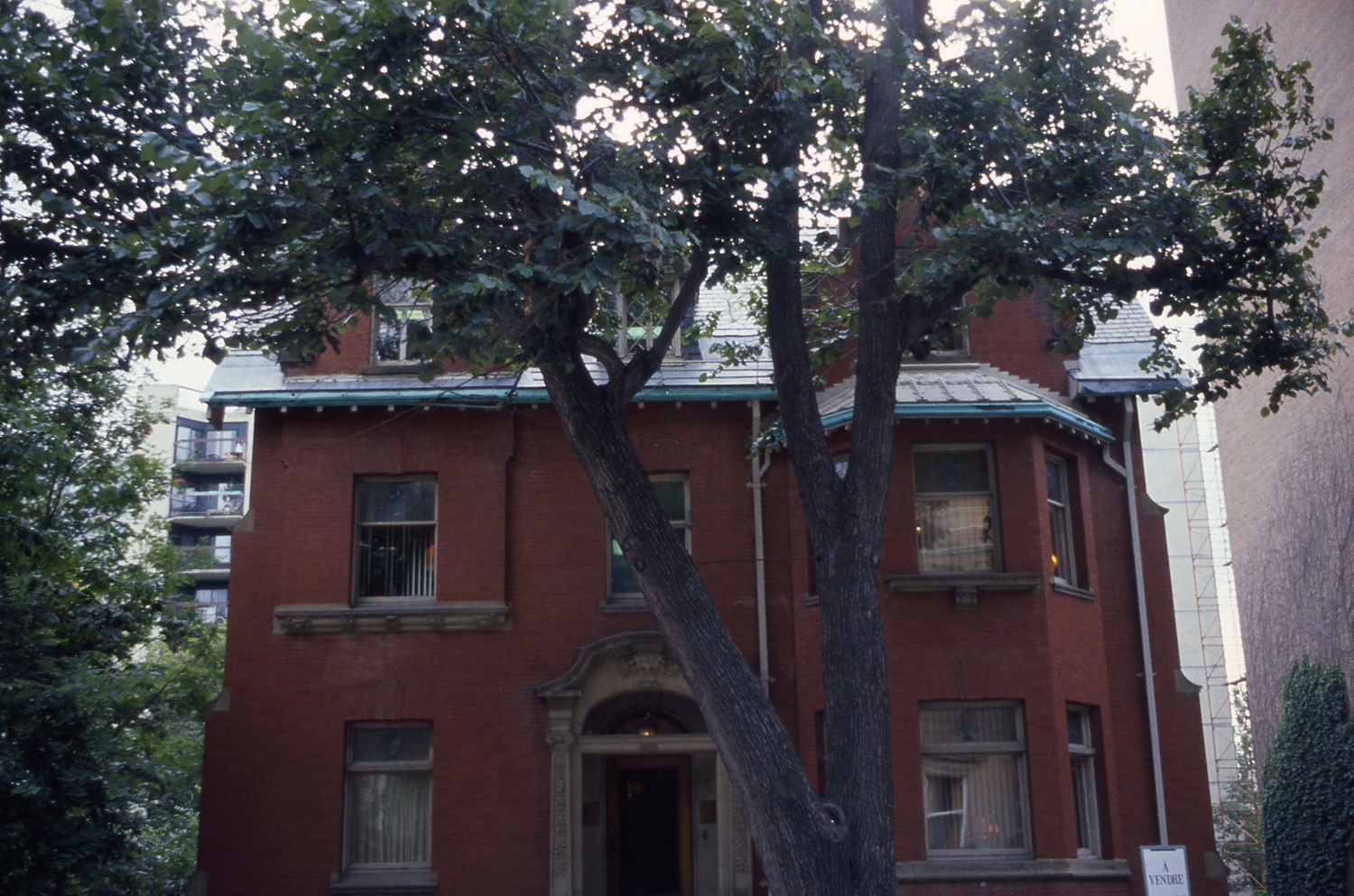
Maison Stearns, 1514, avenue du Docteur-Penfield
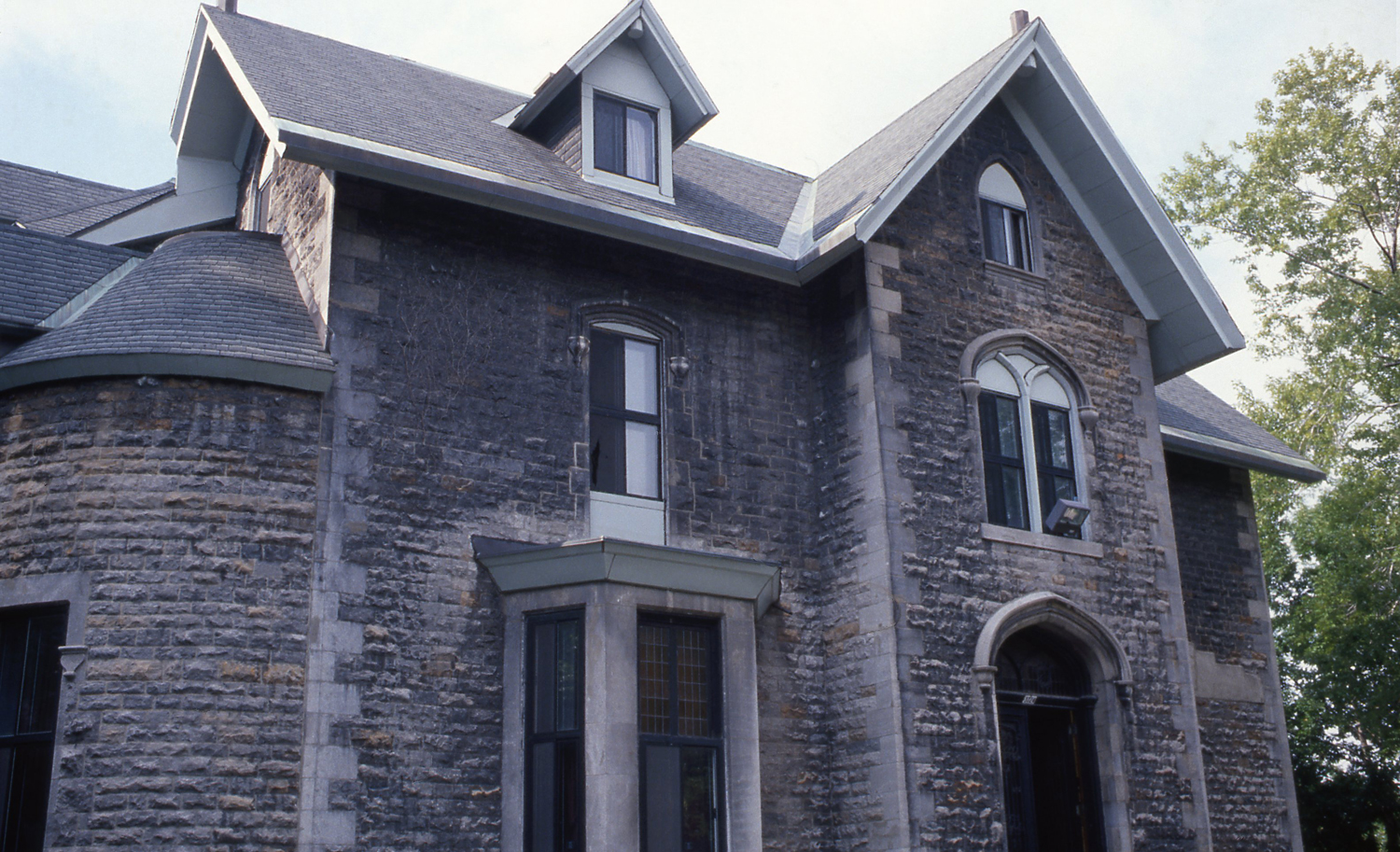
Maison Duggan, 3724, rue McTavish
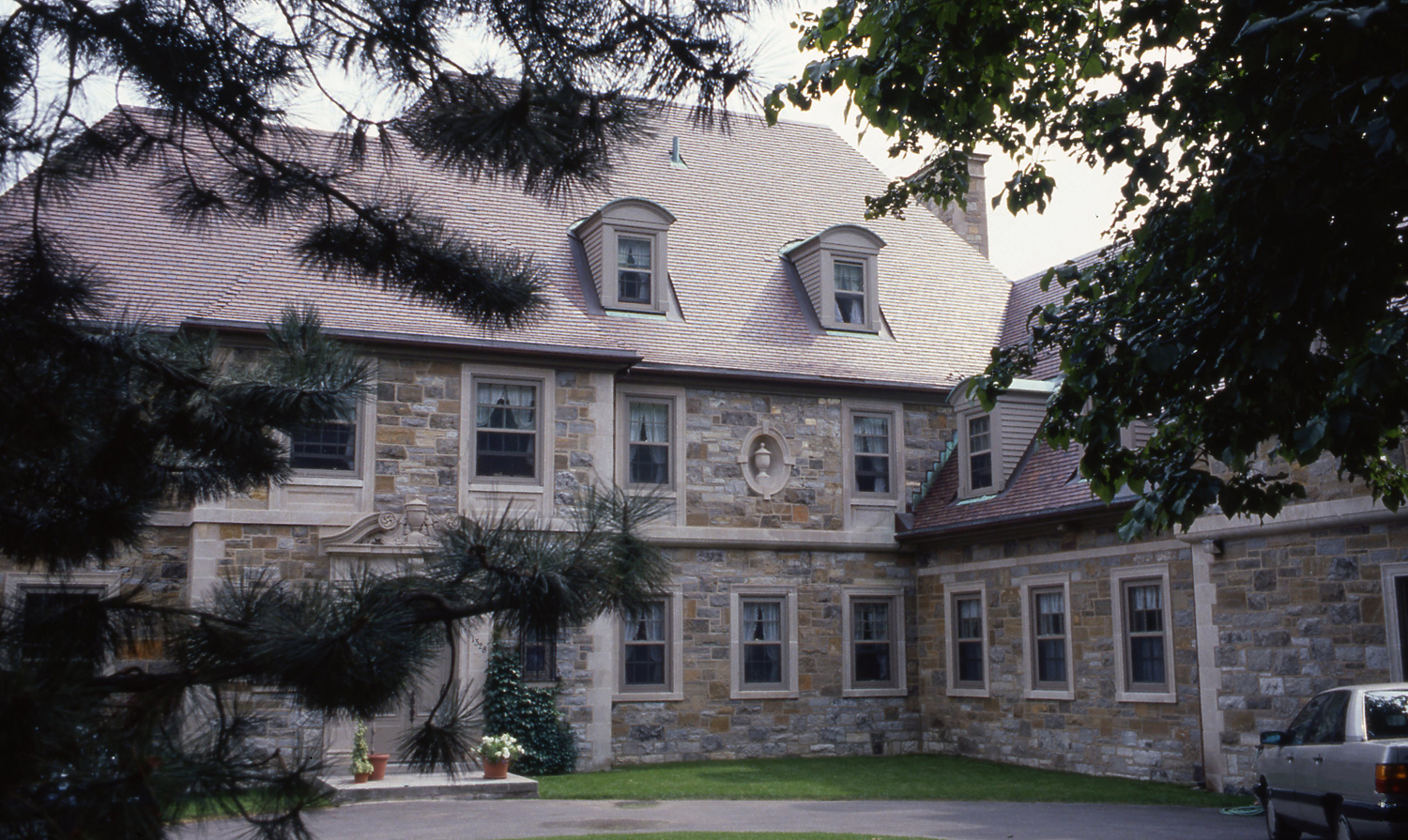
Maison Molson, 1328, rue Redpath-Crescent